# Opole
Opole [ɔˈpɔlɛ] ⓘ (tiếng Đức: Oppeln, tiếng Silesia: Uopole) là một thành phố ở phía nam Ba Lan, bên sông Oder. Thành phố này thuộc tỉnh cùng tên. Thành phố có diện tích 96,2 km2, dân số người. Đây là nơi sinh của cựu danh thủ và huấn luyện viên bóng đá chuyên nghiệp người Đức  gốc Ba Lan Miroslav Klosecủa câu lạc bộ Rheindorf Altach ở Giải bóng đá vô địch quốc gia Áo